# Japonisation
Ne doit pas être confondu avec Japonification.
La japonisation désigne le processus par lequel la culture japonaise domine, assimile ou influence d'autres cultures, en général. Selon le The American Heritage Dictionary of the English Language (en), le mot anglais « japanize » signifie « rendre ou devenir japonais dans la forme, le langage, le style ou le caractère ».

## Période moderne
Dans le sens moderne, de nombreux pays d'Asie de l'Est, en particulier la Corée du Sud et Taïwan, ont intégré et incorporé la culture populaire japonaise comme la musique et les vidéos de nombreuses années après la croissance japonaise des années 1980 et 1990. Beaucoup de films japonais, en particulier les séries TV, sont populaires en Corée du Sud, à Taïwan et en Chine chez les jeunes générations après que les films sont doublés dans la langue locale. Les produits électroniques japonais, ainsi que la cuisine, se retrouvent dans toute l'Asie de l'Est (à l'exception de la Corée du Nord) et à Singapour.

## Période impériale (1868-1945)

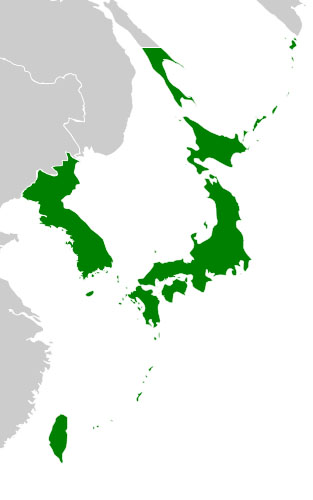
La japonisation forcée de la Corée et de Taïwan se déroule à la suite de leur annexion politique par l'empire du Japon.

Durant la Seconde Guerre mondiale, dans les territoires occupés par l'empire du Japon, le terme « japonisation » a un sens très négatif en raison des conquêtes militaires et de l'introduction forcée de la culture japonaise par le gouvernement japonais.
Durant la période pré-impériale (avant 1868), une politique étrangère pacifique est pratiquée au cours de laquelle le Japon s'est peu étendu au-delà de ses propres îles.

### Okinawa
Après la restauration de Meiji de 1868, le Japon commence à suivre la voie de l'impérialisme et de l'expansionnisme occidentaux. En 1879, le Japon annexe officiellement le royaume de Ryūkyū, qui est alors un royaume tributaire de la dynastie Qing et de l'empire du Japon.
Bien que les langues ryūkyū appartiennent à la famille des langues japoniques, la langue japonaise n'est pas intelligible pour les locuteurs monolingues des langues ryūkyū. Le gouvernement japonais commence à promouvoir le programme de « normalisation » de la langue et considère les langues ryūkyū comme des dialectes locaux. Dans les écoles, le japonais « standard » est promu, et des portraits de l'empereur et de l'impératrice sont affichés. De nombreux officiers militaires japonais de haut rang partent inspecter les écoles d'Okinawa pour s'assurer que la japonisation fonctionne bien dans le système éducatif. Cette mesure n'atteint au début pas le succès attendu, en partie parce que de nombreux enfants locaux sont employés par leur famille, ce qui empêche leur présence dans les écoles, et en partie parce que les gens de l'ancienne classe dirigeante d'Okinawa avaient reçu une éducation plus chinoise et ne sont pas intéressés à apprendre le japonais « standard ». Parmi les mesures d'assimilation, le gouvernement japonais décourage également la pratique de certaines coutumes locales.
Au début, ces mesures d'assimilation se heurtent à une réticence accrue de la population locale. Mais, après que la Chine a été vaincue lors de la première guerre sino-japonaise en 1895, les gens ont perdu leur confiance en la Chine, et la réticence contre la japonisation, bien qu'elle ne disparaisse pas, est devenue plus faible. Les hommes et les femmes commencent à adopter des noms de style japonais.

### Taïwan
Taïwan est cédée à l'empire du Japon en 1895 à la suite de première guerre sino-japonaise. Au début, Taïwan est plutôt une colonie. En 1936, à la suite de l'arrivée du 17e gouverneur-général, Seizō Kobayashi (en), un changement a lieu dans la gouvernance japonaise de Taïwan.
Kobayashi est le premier gouverneur-général non civil depuis 1919. Il propose trois principes de nouvelle gouvernance : le mouvement kōminka (皇民化運動), l'industrialisation et la transformation de Taïwan en base pour l'expansion vers le sud.
Kōminka signifie littéralement « transformer les gens en sujets de l'empereur ». Le programme lui-même (1937 à 1945) a trois composantes. Tout d'abord, le « mouvement de la langue nationale » (國語運動, kokugo undō) favorise la langue japonaise en enseignant le japonais au lieu du taïwanais dans les écoles et en interdisant l'utilisation du taïwanais dans la presse. Deuxièmement, le « programme de changement de nom » (改姓名, kaiseimei) remplace les noms chinois de Taïwan par des noms japonais. Enfin, le « système de volontaires » (志願兵制度, shiganhei seidō) permet aux sujets taïwanais d'intégrer l'Armée impériale japonaise et les encourage à mourir au service de l'empereur.

### Corée

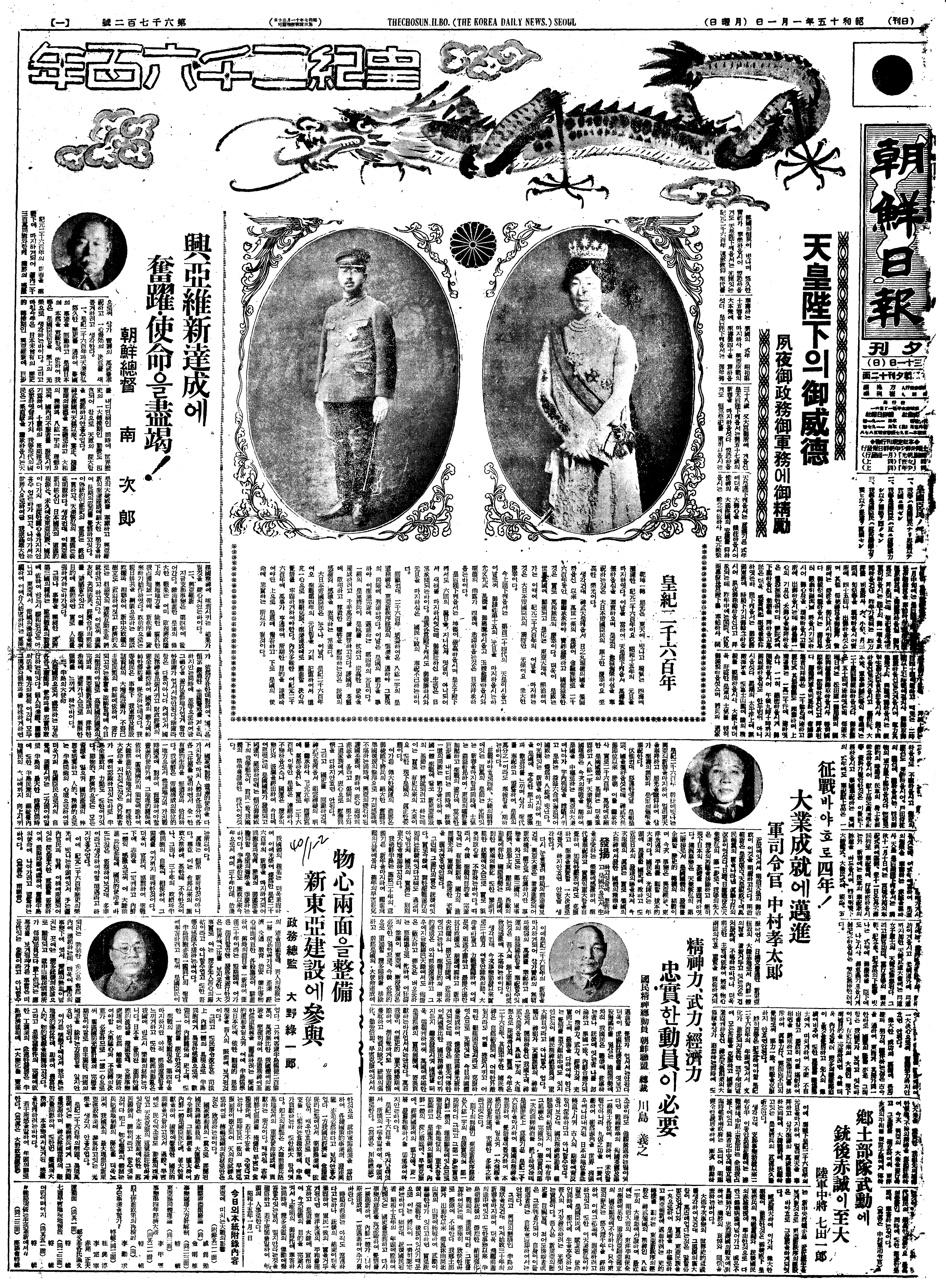
Journal coréen ChosunIlbo (1940.1.1).

En Corée, lors de la Seconde Guerre mondiale, l'utilisation du coréen écrit dans l'éducation et la publication est interdite par l'empire du Japon, mais cela n'entraîne pas de changement significatif dans l'utilisation de la langue coréenne, qui reste forte tout au long de la colonisation. Le Japon met également en place à partir de 1940 la politique du sōshi-kaimei (remplacement des noms coréens par des noms japonais).